# セサミストリート ザ・ムービー:おうちに帰ろう、ビッグバード!
『セサミストリート ザ・ムービー:おうちに帰ろう、ビッグバード!』（Sesame Street Presents: Follow That Bird）は、1985年8月2日に公開されたアメリカ合衆国の映画。日本では長らく未公開だったが、2009年4月にワーナー・ブラザースから日本語字幕版を収録したDVDが発売された。

## 登場人物

### メイン
グラウチ・ディナーの料理人
演 - ポール・バーテル
グラウチ・ディナーのウェイトレス
演 - サンドラ・バーンハード
スレーズ・ブラザース
演 - ジョン・キャンディ、デイヴ・トーマス、リチャード・キャンペル
ルーシー・ダーシー
演 - アリソン・コート
フロイド・ダーシー
演 - ベンジャミン・バレット
ターニャ
演 - ターニャ・マリー・クック

### セサミストリートのマペットたち
ビッグバード
操演 - キャロル・スピニー
オスカー
操演 - キャロル・スピニー
アーニー
操演 -  ジム・ヘンソン
カーミット
操演 - ジム・ヘンソン
グローバー
操演 - フランク・オズ
バート
操演 - フランク・オズ
クッキーモンスター
操演 - フランク・オズ
カウント伯爵
操演 - ジェリー・ネルソン
ヘリー・モンスター
操演 - ジェリー・ネルソン
サイモン・サウンドマン
操演 - ジェリー・ネルソン
シャーロック・ヘムロック
操演 - ジェリー・ネルソン
アメイジング・マムフォード
操演 - ジェリー・ネルソン
ビフ
操演 - ジェリー・ネルソン
サリー
操演 - リチャード・ハント
エルモ
操演 - リチャード・ハント
スナッフィー・スナッフルパガス
操演 - マーティン・P・ロビンソン、ブライアント・ヤング
テリー
操演 - マーティン・P・ロビンソン
オウル
操演 - フレッド・ガルボ
バークレー
操演 - フレッド・ガルボ
ホンカー
操演 - ティム・ゴスレー
グランジェッタ
操演 - パム・アルシエロ

### セサミストリートの人間たち
リンダ
演 - リンダ・ボーヴ
ルイス・ロドリゲス
演 - エミリオ・デルガード
スーザン・ロビンソン
演 - ロレッタ・ロング
マリア・ロドリゲス
演 - ソニア・マンザーノ
ボブ・ジョンソン
演 - ボブ・マクグラス
ゴードン・ロビンソン
演 - ロスコー・オーマン
オリヴィア・ロビンソン
演 - アリャーナ・リード
ウィリー
演 - カーミット・ラヴ

## スタッフ
- 監督 - ケン・クワビス
- 制作 - チルドレンズ・テレビジョン・ワークショップ（現：セサミ・ワークショップ）

## 映像ソフト化
アメリカ合衆国では1986年にVHSとレーザーディスクが初めて発売され、ワーナー・ファミリー・エンターテイメントから3回にわたってVHSが再び発売された。1999年に2度目、2002年に3度目のDVDがワーナー・ホーム・ビデオから発売された。2004年にもDVDが発売され、2009年には25周年記念としてDVDが発売された。裏パッケージでは音声から日本語も選べることになっているが、実際にはポルトガル語が選択される。ポルトガル語が選べるという説明は、2004年発売時のみである。
日本では2009年4月に日本語字幕版を収録したDVDが発売され、2016年3月18日に再発売された（規格品番：YNC-Y25025、発売元：ワーナー・ホーム・ビデオ。音声は5.1さラウンド対応であり、英語のほかに、ポルトガル語、スペイン語（モノラル）を選択できる。映像特典には、キャロル・スピニーによるインタビュー、ジャンプ・トゥ・あ・ソング～歌を選ぼう～、シング・ア・ロング~英語で歌おう～、オリジナル劇場予告編が収録されている。日本語字幕版は桜井裕子が担当している。

## ストリーミング配信
アメリカではMaxで配信されている。日本ではAmazon Prime Video、U-NEXT、ビデオマーケット、FODなどで配信されている。